# Đội tuyển bóng đá quốc gia Thành Vatican
Đội tuyển bóng đá quốc gia Thành Vatican (tiếng Ý : Selezione di calcio della Città del Vaticano ) là đội tuyển bóng đá đại diện cho Thành Vatican dưới sự quản lý của Hiệp hội bóng đá Nghiệp dư Vatican, có trụ sở chính tại Vatican's Cortile di San Damaso. 
Hiệp hội bóng đá Nghiệp dư Vatican được thành lập vào năm 1972, với chủ tịch hiện tại là Domenico Ruggerio. Gianfranco Guadagnoli, người Ý, hiện đang là huấn luyện viên trưởng. Đội đã từng được dẫn dắt bởi Giovanni Trapattoni trong quá khứ. Trận đấu đầu tiên của ông với tư cách là HLV trưởng diễn ra vào ngày 23 tháng 10 năm 2010 khi đội Thành Vatican đối đầu với đội cảnh sát tài chính Ý. Đội chơi trận đầu tiên vào năm 1985, chiến thắng 3–0 trước đại diện của các nhà báo Áo. Năm 2018, họ cũng thành lập một đội đại diện cho nữ.

## Tư cách thành viên FIFA
Thành Vatican là một trong chín quốc gia có chủ quyền được công nhận đầy đủ có đội tuyển quốc gia không phải là thành viên của FIFA . Các quốc gia khác là Liên bang Micronesia, Kiribati, Quần đảo Marshall, Monaco, Nauru, Palau, Tuvalu và Anh Quốc (mặc dù bốn "quốc gia cấu thành" của Anh Quốc - Anh, Scotland, Wales và Bắc Ireland — có các đội tuyển thuộc FIFA và cá nhân mỗi đội cũng là một thành viên của IFAB).
Năm 2006, phát ngôn viên của UEFA, William Gaillard, nói với một phương tiện truyền thông rằng ông không thấy lý do tại sao Vatican không nên có một đội tuyển quốc gia trong các giải đấu quốc tế. Ông nói, "Chúng tôi đã có 30.000 công dân như San Marino , Liechtenstein và Andorra . Nếu Vatican muốn trở thành thành viên của UEFA, tất cả những gì họ phải làm là nộp đơn. Nếu đáp ứng các yêu cầu, nó sẽ được chấp nhận". Vào thời điểm đó, Hồng y Tarcisio Bertone khẳng định rằng tương lai bóng đá của Vatican chỉ nằm ở các trận đấu và giải đấu nghiệp dư.
Vào tháng 5 năm 2014, Domenico Ruggerio, chủ tịch của hiệp hội bóng đá Nghiệp dư, củng cố lời nói của Bertone từ tám năm trước, nói rằng "Tôi thích trở thành nghiệp dư... Việc gia nhập FIFA, ở cấp độ đó, sẽ giống như một công việc kinh doanh" sau khi tuyên bố " Thông điệp quan trọng của tình bạn và tình yêu được thể hiện bằng thể thao - môn thể thao thực sự, không phải công việc kinh doanh trong bóng đá ngày nay ... Điều quan trọng không chỉ là chiến thắng trong một trận đấu; đó là cách bạn thực hiện chính mình. " Do đó, ông nói thêm, điều đó có nghĩa là " đặc tính của đội bóng đá ở Vatican, mâu thuẫn với tư cách thành viên FIFA."
Trong một cuộc phỏng vấn vào tháng 4 năm 2019, Danilo Zennaro, giám đốc bóng đá của Vatican, nói với St. Galler Tagblatt rằng hiệp hội cũng sẽ không tìm kiếm tư cách thành viên trong một liên minh thay thế như ConIFA vì "lý do chính trị" chẳng hạn như xung đột ngoại giao sẽ xảy ra. trong cùng một tổ chức với các vùng ly khai và các vùng lãnh thổ tranh chấp.